# El Club
El Club – chilijski film dramatyczny z 2015 roku, w reżyserii Pabla Larraína.
Światowa premiera filmu mała miejsce 9 lutego 2015 roku podczas 65. Międzynarodowego Festiwalu Filmowego w Berlinie, w ramach którego obraz brał udział w Konkursie Głównym. Na tym wydarzeniu reżyser filmu Pablo Larraín otrzymał drugą nagrodę festiwalu Wielką Nagrodę Jury. Następnie film został zaprezentowany na międzynarodowych festiwalach m.in. w Moskwie, Karlowych Warach, Toronto i Londynie.
Do ogólnopolskiej dystrybucji kinowej obraz wszedł w dniu 15 października 2015.
Film został wyselekcjonowany jako oficjalny kandydat Chile do Oscara za najlepszy film nieanglojęzyczny podczas 88. ceremonii wręczenia Oscarów.

## Obsada
- Roberto Farías jako Sandokan
- Antonia Zegers jako siostra Mónica
- Alfredo Castro jako ojciec Vidal
- Alejandro Goic jako ojciec Ortega
- Alejandro Sieveking jako ojciec Ramírez
- Jaime Vadell jako ojciec Silva
- Marcelo Alonso jako ojciec García

## Nagrody i nominacje
65. Międzynarodowy Festiwal Filmowy w Berlinie
- nagroda: Srebrny Niedźwiedź – Nagroda Grand Prix Jury – Pablo Larraín
- nominacja: Złoty Niedźwiedź – Pablo Larraín

73. ceremonia wręczenia Złotych Globów
- nominacja: najlepszy film nieanglojęzyczny (Chile)